# Кінсітьо
Кінсітьо (яп. 錦糸町, кінсі-тьо) — міський район у особливому районі Токіо Сумідаґава. Входить до основних бізнесових центрів Токіо, разом із Сібуєю, Сіндзюку й Ікебукуро. 
Центром району служить залізнична станція Кінсі (錦糸町駅), якою проходять залізниці JR Сому і Токійське метро. 
| Прапор Японії | Це незавершена стаття про Японію. Ви можете допомогти проєкту, виправивши або дописавши її. |